# Medaille voor trouwe en langdurige dienst bij de Nederlandse Douane
De Medaille voor trouwe en langdurige dienst Nederlandse Douane werd ingesteld bij Koninklijk Besluit op 7 juni 2022 en kan worden toegekend aan ambtenaren van de Nederlandse Douane na 12,5 jaar dienst.
Na 25, 40 of 50 jaar dienst wordt een jaarteken in de vorm van Romeinse cijfers (XXV, XL of L) op het lint van de medaille toegevoegd.
De medaille is cirkelvormig met een diameter van 35 mm, gemaakt van verguld messing. Op de voorzijde staat het douane-embleem met een leeuw uit het Rijkswapen en een lauwerkrans. De keerzijde toont het gestileerde Rijkswapen uit de Rijkshuisstijl.
Het lint is 27 mm breed en bevat gele en azuurblauwe banen, geïnspireerd door het Europees embleem, met mintgroene banen en lichtere blauwe randen uit de Rijksoverheidstijl. Het jaarteken wordt ook gedragen op de baton of miniatuuronderscheiding.
Museummedaille ·
Erepenning ·
Medaille van de Maatschappij tot Redding van Drenkelingen ·
Doggersbank-medaille ·
Broeder van de Orde van de Nederlandse Leeuw ·
Antwerpsche Medaille 1832 ·
Onderscheidingsteken voor Langdurige, Eerlijke en Trouwe Dienst ·
Eremedaille voor Kunst en Wetenschap ·
Eremedaille voor Voortvarendheid en Vernuft ·
De Ruyter-medaille ·
Regeringsmedaille ·
Medaille van het Carnegie Heldenfonds ·
Medaille van Verdienste van het Nederlandse Rode Kruis ·
Medaille voor trouwe dienst van het Nederlandse Rode Kruis ·
Erkentelijkheidsmedaille 1940-1945 ·
Inhuldigingsmedaille 1948 ·
Herinneringsmedaille Luchtbescherming 1940-1945 ·
Medaille van de Noord- en Zuid-Hollandsche Redding Maatschappij ·
Zilveren Anjer · 
Cultuurfonds Onderscheiding · 
Vrijwilligersmedaille Openbare Orde en Veiligheid ·
Vaardigheidsmedaille van de Nederlandse Sport Federatie ·
Inhuldigingsmedaille 1980 ·
Herinneringsmedaille VN-Vredesoperaties ·
Herinneringsmedaille Multinationale Vredesoperaties ·
Herinneringsmedaille Internationale Missies ·
Huwelijksmedaille 2002 ·
Herinneringsmedaille Buitenlandse Bezoeken ·
Marinemedaille ·
Landmachtmedaille ·
Marechausseemedaille ·
Luchtmachtmedaille
Zie ook: Ridderorden en onderscheidingen in Nederland